# 刘盛
刘盛（1989年9月8日—），是一名中国足球运动员，现效力于中国足球超级联赛球队天津权健，司职后卫。

## 俱乐部生涯
刘盛在2006年代表梅州队获得第十二届广东省运动会足球比赛第四名，被选入新组建的广东日之泉征战2007年中国足球乙级联赛，他主要担任球队的替补后卫，在2008赛季跟随球队以联赛亚军的成绩升上中国足球甲级联赛。在中甲的前两个赛季，刘盛没有得到太多的出场机会。2009年，他入选以广东日之泉为班底的广东全运队，参加在山东举行的第十一屆全運會，并获得亚军。
在2011赛季和2012赛季，他在联赛前半段都成为球队的主力球员，但后半赛季就沦为替补。2012年9月1日，他在广东日之泉客场2比2战平重庆力帆的比赛中禁区内射门得分，射进职业生涯的首个进球。
2015年刘盛转会中甲球队天津权健，曾经担任过球队队长，并随队成功晋级2017年中超联赛。